# Carl Verheijen
Carl Verheijen (n. 26 mai 1975, Haga, Olanda de Sud, Țările de Jos) este un patinator de viteză ce a reprezentat Regatul Țărilor de Jos, medaliat olimpic. A participat la 2 ediții ale Jocurilor Olimpice (2002, 2006) în care a câștigat două medalii de bronz.